# Saurauia elmeri
Saurauia elmeri är en tvåhjärtbladig växtart som beskrevs av Elmer Drew Merrill. Saurauia elmeri ingår i släktet Saurauia och familjen Actinidiaceae. Inga underarter finns listade i Catalogue of Life.